# Ernesto Rubin de Cervin
Ernesto Rubin de Cervin Albrizzi (Venecia, 5 de julio de 1936-29 de marzo de 2013) fue un profesor y compositor italiano.

## Biografía
En su niñez, estudió violín con Gian Francesco Malipiero en el Conservatorio de Venecia, quien le sugirió que comenzara las clases de composición. Estudió solfeo con Bruno Maderna. Después de la escuela secundaria, estudió composición en el Conservatorio de Florencia con Roberto Lupi y Luigi Dallapiccola. Rubin de Cervin fue a Roma en 1957, donde estudió con Virgilio Mortari y Goffredo Petrassi. Obtuvo su diploma de composición en 1960. De 1965 a 1985 enseñó, primero solfeo en el Liceo musicale en Údine, luego didáctica, análisis y composición en el Conservatorio de Venecia. Sus enseñanzas allí establecieron la Nueva Escuela de Venecia. Entre sus discípulos incluyen a Giuseppe Sinopoli.